# Aïcha Ben Ahmed
Pour les articles homonymes, voir Ben Ahmed (homonymie) et Aïcha (homonymie).
Aïcha Ben Ahmed (arabe : عائشة بن أحمد), née le 7 février 1989 à Tunis, est une actrice tunisienne de cinéma, de télévision et de théâtre.
Elle est notamment connue pour son rôle de Zohra dans le long métrage tunisien Jeudi après-midi de Mohamed Damak, ainsi que pour son rôle de Nadia dans la série Pour les beaux yeux de Catherine

## Biographie
Elle débute dans la troupe de danse de Syhem Belkhodja,. Après avoir obtenu son baccalauréat, passionnée de peinture, elle entre à l'École d'art et de décoration de Tunis, où elle obtient un diplôme en arts graphiques et publicité,. Par la suite, elle travaille quelque temps dans une agence événementielle, avant de se faire remarquer par le cinéaste Nouri Bouzid,,.
Au cinéma, elle obtient un premier rôle dans le long métrage tunisien Histoires tunisiennes (2010) de Nada Mezni Hafaiedh. En 2011, elle joue dans le film syrien Mon Dernier ami de Joud Saïd.
En 2012, elle obtient le rôle de Nadia dans la série télévisée Pour les beaux yeux de Catherine du réalisateur Hamadi Arafa et de la scénariste Rafika Boujday ; elle y joue aux côtés de Fethi Haddaoui et Wahida Dridi. Ce rôle la révèle au public tunisien.
En 2011, le site web Le Trocadéro la classe deuxième dans le top 10 des plus belles femmes tunisiennes.
En février 2012, Aïcha Ben Ahmed fait la couverture du magazine tunisien E-jeune ; elle est en couverture du magazine people Tunivisions le même mois.

## Filmographie

### Cinéma
- 2011 : Histoires tunisiennes[2],[3],[5] de Nada Mezni Hafaiedh
- 2012 : Mon Dernier ami[2] de Joud Saïd et Fares Al Zahabi
- 2013 : Jeudi après-midi[3] de Mohamed Damak et Tarek Ben Chaâban : Zohra
- 2015 : Narcisse de Sonia Chamkhi : Hind
- 2016 : Parfum de printemps de Férid Boughedir : Khadija
- 2017 :
  - Saint Augustin, le fils de ses larmes de Samir Seïf et Sameh Samy : Monica
  - The Cell de Tarek Al Eryan (en) et Salah El Geheiny : Nouha, la femme de Amr
- 2019 : La Monnaie de Wael Nabil, Mohammed Abd Elmoaty et Tamer Hosny : Hayla
- 2020 : Taw'am Rouhy de Othman Abou Laban et Amani Tounsi : Alia, May, Malak, Hana
- 2021 : Ritsa (ar) d'Ahmed Yousry (ar) et Moatz Fteha : Ritsa

### Télévision

#### Séries tunisiennes
- 2012 : Pour les beaux yeux de Catherine[3] de Hamadi Arafa et Rafika Boujday : Nadia
- 2013 : Njoum Ellil (saison 4) de Mehdi Nasra
- 2021 : Harga (ar) de Lassaad Oueslati, Imed Eddine Hakim et Jouda Méjri : Hela

#### Séries étrangères
- 2015 : Alf Leila wa Leila de Raouf Abdel Aziz et Mohamed Nayer : Kamar Zaman
- 2016 : Shehadet Melad d'Ahmed Medhat et Amr Samir Atef : Amal Zahar
- 2018 :
  - Al Seham Al Marka de Mahmoud Kamel et Shereen Diab : Maman de Oubay
  - Nasser El Saïd de Yasser Sami, Mohamed Abdel Moaty et Ahmed Ali Mossa : Layla
  - Abwab Alshaki d'Ahmed Samir Farag, Mohamed Nayer, Karim El Dalil, Beshoy Hanna et Rami Ismail : Dina
- 2019 : Abou Jabal d'Ahmed Salah et Mohamed Sayed Bashir : Mayem
- 2021 : Leabet Newton d'Engy Fethi et Tamer Mohsen : Amina
- 2022 :
  - Malaf Serry de Hassan El Balasi et Mahmoud Hagag : Maryem Melky
  - L'Affaire d'Amir Ramses et Mohammed El Hajj : Hela
  - Waad Iblis de Colin Teague, Ashraf Hamed, Tony Jordan, Anji Loman Field et Suha Al Khalifa
- 2023 :
  - Muzakirat Zoug de Tamer Nady, Ahmed Bahgat et Mohamed Soliman Abdul Malek : Shereen
  - Mon âme en toi de Mohamed Lotfi et Mustapha Mahmoud : Jamila
- 2024 : Bedon Sabeq Enthar de Hani Khalifa, Ammar Sabry, Alma Kafarneh, Samar Taher, Karim El Dalil et Amr El Daly : Layla

#### Téléfilms
- 2012 : Barabbas de Roger Young : Marie de Béthanie

#### Émissions
- 2013 :
  - El Zilzal (épisode 15) sur El Hiwar El Tounsi
  - Dhouk Tohsel (épisode 2) sur Tunisna TV
- 2014 : Maakom avec Mona El-Shazly sur CBC (en) : invitée
- 2018 : 90 Minutes sur Mehwar TV (en) : invitée
- 2020 : Prends soin de Fifi avec Fifi Abdou sur MBC Masr 2 et MBC 5 : invitée
- 2021 : Cinq étoiles sur MBC Masr : invitée

## Théâtre
- 2013 : Zanket Ensé[6] de Noomen Hamda et Fatma Bennour, adaptation tunisienne de la pièce Le Clan des divorcées sur une mise en scène de Sami Montacer